# هيلين بلوم
هيلين بلوم (بالدنماركية: Helene Blum)‏ هي مغنية وكاتبة غنائية دنماركية، ولدت في 1979.

## وصلات خارجية
- الموقع الرسمي
- هيلين بلوم على موقع ميوزك برينز (الإنجليزية)
- هيلين بلوم على موقع أول ميوزيك (الإنجليزية)
- هيلين بلوم على موقع ديسكوغز (الإنجليزية)